# مفيد شهاب
مفيد شهاب أحد أعلام القانون الدولي في مصر. شغل سابقاً عدة مناصب حكومية أبرزها رئيس جامعة القاهرة ووزير التعليم العالي الأسبق ووزير المجالس النيابية والشئون القانونية. كذلك كان من أبرز القانونيين المصريين الذين شاركوا في قضية طابا وشارك أيضاً في إعداد الرأي المصري الرسمي حول قضية تيران وصنافير.

## مسيرته العلمية
- حصل على التعليم الإبتدائي والثانوي بمدرسة الليسيه الفرنسية بالإسكندرية.
- حصل على درجة ليسانس الحقوق من جامعة الإسكندرية بتقدير امتياز مع مرتبة الشرف وكان ترتيبه الأول على الدفعة.
- عضو بعثة حكومية للحصول على الدكتوراه بإيطاليا ثم بفرنسا لمدة 6 سنوات.
- حصل على دبلوم معهد القانون الدولى بروما.
- حصل على دبلوم معهد الدراسات الدولية بباريس.
- حصل على دكتوراه في القانون الدولي من جامعة باريس (جامعة السوربون) بتقدير جيد جداً، ونالت رسالته جائزة أفضل الرسائل، وكانت بعنوان "دور محكمة العدل الدولية في تفسيروخلق القانون الدولي".[2]

## مسيرته المهنية
- تدرج في سلك التدريس بالجامعة منذ أن كان معيداً بكلية الحقوق حتى أصبح أستاذاً ورئيساً لقسم القانون الدولي بجامعة القاهرة.
- عضو جمعية خريجي أكاديمية القانون الدولي بلاهاى.
- شغل وظيفة المستشار القانوني للصندوق العربي للإنماء الإقتصادي والإجتماعي التابع لجامعة الدول العربية (1978 - 1984).
- ساهم في أعمال لجان تعديل ميثاق جامعة الدول العربية ومواثيق المنظمات العربية المتخصصة (1983 - 1989).
- أعد مشروع إنشاء محكمة عدل عربية عام 1985.
- اشتغل بالمحاماة والإستشارات القانونية والتحكيم الدولى منذ عام 1984 وحتى عام 1997، ثم من عام 2011 وحتى الأن.
- اشترك – كمحامي أو محكم دولي – في عدد من القضايا العربية والدولية، منها:
  - عضو اللجنة القومية لطابا من عام 1985 إلى عام 1988، وعضو فريق الدفاع المصرى أمام محكمة التحكيم الدولية بشأن قضية طابا بجنيف من عام 1986 إلى عام 1988، والتي انتهت لصالح مصر.
  - قضية جزر حنيش بين اليمن وإريتريا، حيث كان محامياً لليمن أمام محكمة التحكيم الدولية في لندن، والتى انتهت بالحكم – في نوفمبر 1998 – لصالح اليمن.
  - قضية جزر حوار بين البحرين وقطر، حيث كان محامياً للبحرين أمام محكمة العدل الدولية في لاهاى، والتي انتهت – في مارس 2001 – لصالح البحرين.
- تم انتدابه خلال الثمانينات والتسعينيات للتدريس في جامعات:
  - القاهرة (فرع الخرطوم)
  - الزقازيق
  - أكاديمية الشرطة بالقاهرة
  - كلية الحقوق ومعهد العلوم السياسية بالجزائر
  - كلية الشرطة بصنعاء
  - كلية الشرطة بأبو ظبي
  - المعهد الدبلوماسي بالرياض
  - المعهد الدبلوماسي بمسقط
  - معهد البحوث والدراسات العربية بالقاهرة.
- رئيس إتحاد الحقوقيين المصريين عام 1984.
- قاض بالمحكمة الدائمة للتحكيم بلاهاى منذ عام 1988.
- مدير معهد قانون الأعمال الدولي بجامعة القاهرة (1988 - 1993).
- تم تعيينه عضوا بمجلس الشورى (1988 - 2010)، وتولى خلالها رئاسة لجنة الشئون العربية والخارجية والأمن القومي بالمجلس (1989 - 1997).
- إنتخب عضوا بمجلس الشعب عن دائرة محرم بك بالاسكندرية في سبتمبر 2010.
- الأمين العام المساعد لإتحاد الحقوقيين العرب منذ عام 1991 ثم نائب رئيس الإتحاد منذ عام 2018.
- مشرف عام على مركز الدراسات العربي الأوروبي بباريس (1992 - 2000).
- عضو المجلس الأعلى للصحافة (1992 - 1997).
- رئيس جمعية "أنصار حقوق الإنسان" بالقاهرة (1993 - 1997).
- رئيس جامعة القاهرة (1993 - 1997).
- عضو المجمع العلمي المصري منذ عام 1994 وحتى الآن.
- عضو المجلس التنفيذي لمنظمة اليونسكو (1997 - 2004).
- رئيس الجمعية المصرية للقانون الدولي منذ عام 1999 وحتى الآن.
- وزير التعليم العالي والبحث العلمي (1997 حتى - 2004).
- وزير شئون مجلس الشورى (2004 - 2005).
- وزير الشئون القانونية والمجالس النيابية من (ديسمبر 2005 - مارس 2011).
- مثل مصر في عدة لقاءات دولية على مستوى الأمم المتحدة والجامعة العربية ومنظماتها المتخصصة ومنظمة الفرانكفونية منها:
  - رئاسة وفد مصر في مؤتمر الأمم المتحدة لقانون البحار لمدة 4 سنوات، كان خلالها رئيساً للمجموعة العربية بالمؤتمر
  - القمة العربية بدمشق 2008
  - القمة العربية بالدوحة 2009
  - القمة الفرانكفونية (أربع مرات)
  - قمة الساحل والصحراء (ثلاث مرات)
  - رئيس وفد مصر في إجتماعات المجلس الدولي لحقوق الإنسان بجنيف عامى 2009، 2010.
- أستاذ القانون الدولي المتفرغ بكلية الحقوق بجامعة القاهرة منذ عام 2011 وحتى الآن.[2]

### ثورة يناير
عقب أحداث ثورة 25 يناير تم التحقيق معه من قبل جهاز الكسب غير المشروع وتم إخلاء سبيله بعد ثبوت أن جميع ثرواته من مصادر مشروعة.

## المؤلفات
- قانون البحار الجديد والمصالح العربية 1977.
- جامعة الدول العربية: دراسة تحليلية لميثاقها وإنجازاتها 1978.
- الكويت وجوداً حدوداً 1991.
- المنظمات الدولية 1994 - الطبعة التاسعة.
- القانون الدولي العام 1995 – الطبعة السادسة.
- القانون الدولي الجديد للبحار 1996.
- إشترك في الإشراف على أكثر من 50 رسالة دكتوراه في القانون الدولي في مصر وتونس والمغرب وسوريا وفرنسا وبلجيكا.
- له أكثر من ثمانين بحثاً ودراسة في القانون الدولي والعلاقات الدولية والقضايا العربية منشورة في مجلات علمية باللغات العربية والإنجليزية والفرنسية.[2]

## أوسمة
- وسام الفاتح من سبتمب (ليبيا) عام 1991.
- وسام ضابط جوقة الشرف بدرجة فارس (فرنسا) عام 1995.
- وسام الإستحقاق (إيطاليا) عام 1998.
- جائزة الدولة التقديرية في العلوم الإجتماعية عام 1998.
- الدكتوراه الفخرية في القانون من جامعة لوران أودفوس بالمجر 1999.
- ميدالية بوشكين (روسيا) 1999.
- وسام جامعة بودابست بالمجر 2000.
- الدكتوراه الفخرية في القانون من جامعة السوربون الجديدة عام 2000.
- وسام البحرين من الدرجة الأولى (من أمير البحرين عام 2001).
- الوسام الأكبر للإستحقاق من الجمعية الفرنكفونية 2001.
- الدكتوراه الفخرية في الفلسفة ووسام النسر الذهبى من جامعة طشقند للدراسات الشرقية بجمهورية أوزبكستان يناير 2003.
- وسام الجمهورية من الدرجة الأولى من رئيس جمهورية مصر العربية (مارس 2014)، "تقديراً لدوره في المواجهة القانونية الطويلة التى توجت بتحرير طابا ورفع العلم المصرى عليها في 19 مارس 1989".
- جائزة النيل في العلوم الاجتماعية عام 2019.[2]